# وی سی اندروز
کلیوو ویرجینیا اندروز (به انگلیسی: Cleo Virginia Andrews؛ زادهٔ ۶ ژوئن ۱۹۲۳ – درگذشته ۱۹ دسامبر ۱۹۸۶) که بیشتر با نام وی سی اندروز یا ویرجینیا سی اندروز شناخته می‌شود، رمان‌نویس آمریکایی بود که بیشتر به‌خاطر رمانی که در سال ۱۹۷۹ با نام گل‌های زیر شیروانی نوشت شناخته می‌شود، این رمان مورد اقتباس دو فیلم است و دارای چهار دنباله می‌باشد.